# 2532 Sutton
2532 Sutton è un asteroide della fascia principale. Scoperto nel 1980, presenta un'orbita caratterizzata da un semiasse maggiore pari a 2,3726361 UA e da un'eccentricità di 0,1710485, inclinata di 4,33657° rispetto all'eclittica.
L'asteroide è dedicato a Robert L. Sutton, geologo statunitense.